# Poa bivonae
Poa bivonae é uma espécie do género botânico Poa, da familia Poaceae.